# Базилика Сан-Паоло (станция метро)
Базилика Сан-Паоло (итал. Basilica San Paolo) — станция линии B римского метрополитена, а также линии Рим — Лидо. Открыта в 1955 году. Расположена в квартале Остинсе, рядом с Сан-Паоло-фуори-ле-Мура, в честь которого и получила своё название.
На станции три платформы — две береговые и одна островная, а также четыре пути.
Станция надземного типа (вход на уровне земли, затем подъём по лестнице, эскалатору или на лифте до уровня платформы). Четыре платформы для разных направлений: две для линии B и две для линии Рим — Лидо. Выход из вагона — налево, так как в римском метрополитене принято левостороннее движение поездов.
Это одна из трех станций метро, обслуживаемых железнодорожной линией Рим — Лидо.
На станции есть автоматическая касса для продажи билетов, а также туалет.
В дневное время на станции используется естественное освещение.

## Окрестности и достопримечательности
Вблизи станции расположены:
- Сан-Паоло-фуори-ле-Мура
- Река Тибр
- Квартал Гарбателла
- Университет Рома Тре

## Наземный транспорт
Автобусы: 23, 128, 669, 670, 766, 769, 792.